# NGC 2028
NGC 2028 (również ESO 56-SC152) – gromada otwarta, znajdująca się w gwiazdozbiorze Góry Stołowej, w Wielkim Obłoku Magellana. Odkrył ją John Herschel 12 listopada 1836 roku, być może wcześniej zaobserwował ją James Dunlop 24 września 1826 roku.